# Wolfgang von Kempelen

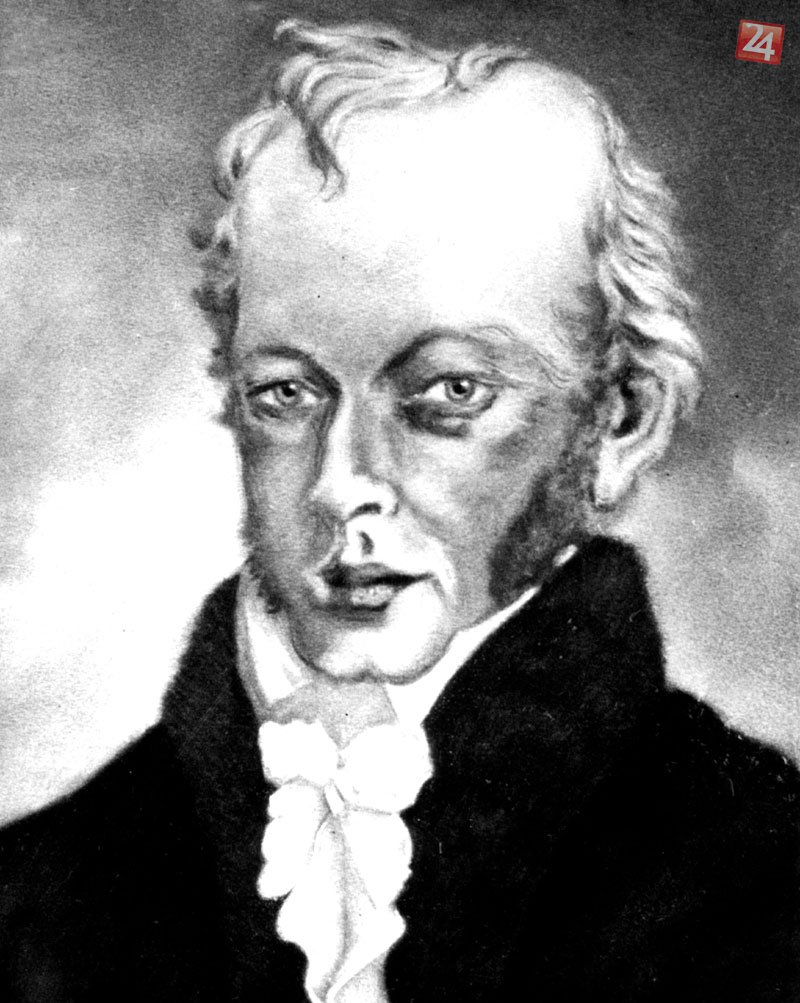
Wolfgang von Kempelen (Bratislava, 23 de enero de 1734 - Viena, 26 de marzo de 1804) es un científico húngaro de talento polifacético.

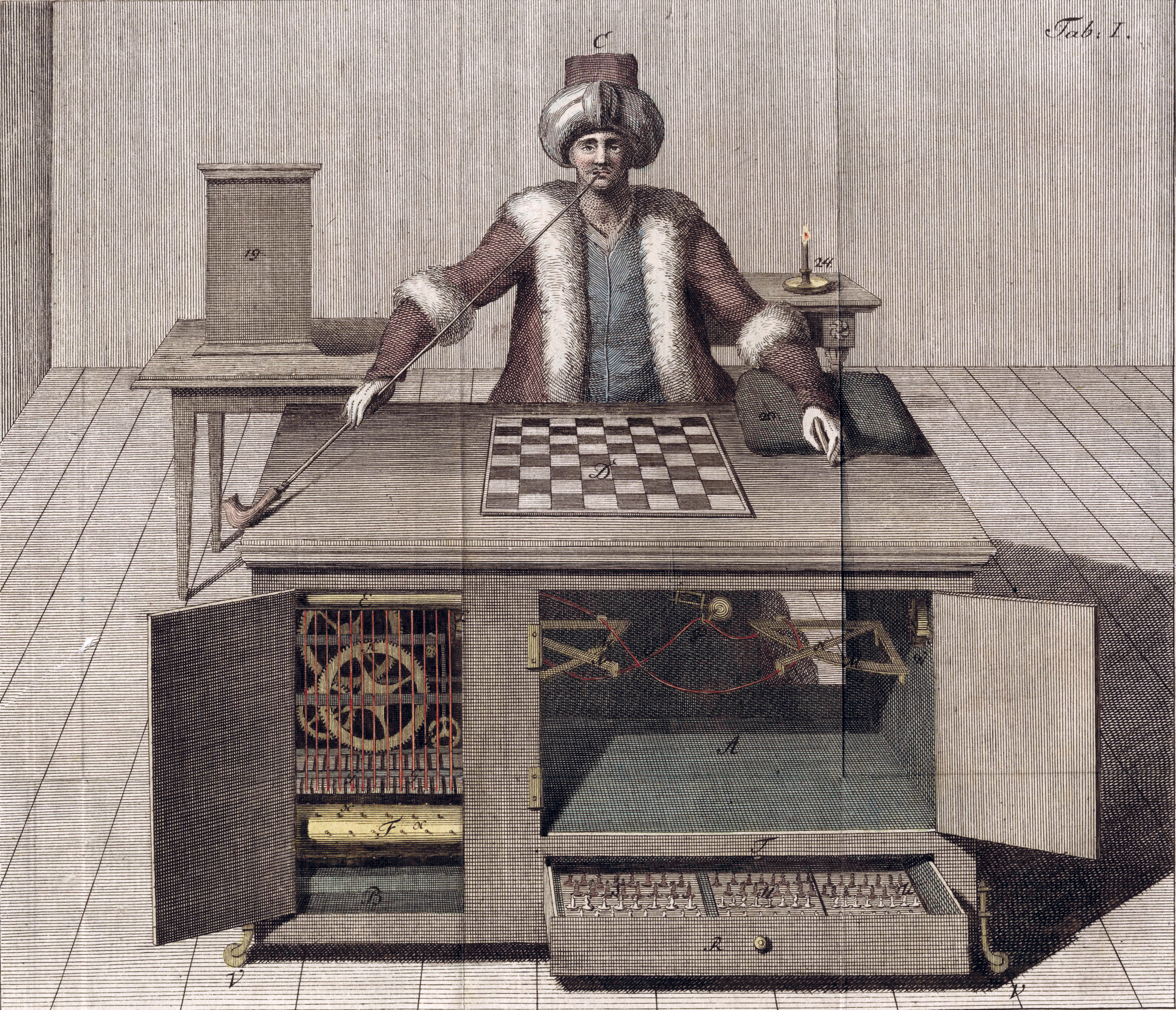
El Turco

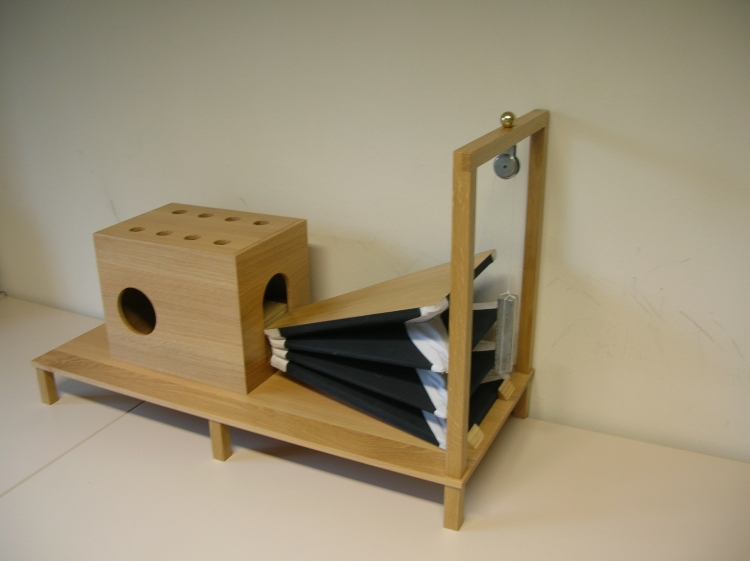
Máquina de hablar Kempelen

Johann Wolfgang Ritter von Kempelen de Pázmánd (en húngaro: Kempelen Farkas; en eslovaco: Ján Vlk Kempelen; Bratislava, 23 de enero de 1734 – Viena, 26 de marzo de 1804) fue un escritor e inventor húngaro. Fue consejero de la corte de Viena y excelente ajedrecista, que acostumbraba a jugar con la emperatriz de Austria María Teresa.

## Biografía
Kempelen era originario de Bratislava (Pressburg, Pozsony), en el entonces Reino de Hungría (hoy día Eslovaquia). Nació en el seno de una familia noble católica húngara como hijo de Engelberto von Kempelen, consejero de la Cámara imperial y de Anna Rosina Spindler.
Se hizo famoso al construir El Turco, un autómata que jugaba al ajedrez. También creó una máquina parlante, Mecanismo de la palabra humana, que representó un paso pionero en la fonética experimental.
Kempelen murió en Alsergrund, actualmente un distrito de Viena. En su honor se instituyó el premio Wolfgang von Kempelen de Ciencias.

### El gran fraude
Después de varias décadas de que hubiera fallecido y de que el Turco hubiera pasado a las manos de cuatro personas al menos y que hubiera sido exhibido por todo el mundo, se descubrió que en realidad no era más que un autómata operado por una persona desde dentro de un mueble de madera. habiendo sido utilizado por lo menos por 15 genios ajedrecistas a lo largo de la historia.